# Lokomotiv (musikalbum)
Lokomotiv är ett samlingsalbum från 1994 av Kjell Höglund.

## Låtlista
Text och musik: Kjell Höglund.
1. "Tekniska röntgencentralen"
2. "Ringaren i Notre Dame"
3. "Häxprocess"
4. "Nattlig episod med alkemisten Karl Marx"
5. "Inåt"
6. "Slutstrid"
7. "De refuserades salong"
8. "Bland helgon, skurkar och vanligt folk"
9. "Djävulens alternativ"
10. "Rapport från Karibiska Sjön"
11. "En stor stark"
12. "Öppen sjö"
13. "Håll ut!"